# 大萬山
46°23′46.5″N 7°4′9″E / 46.396250°N 7.06917°E

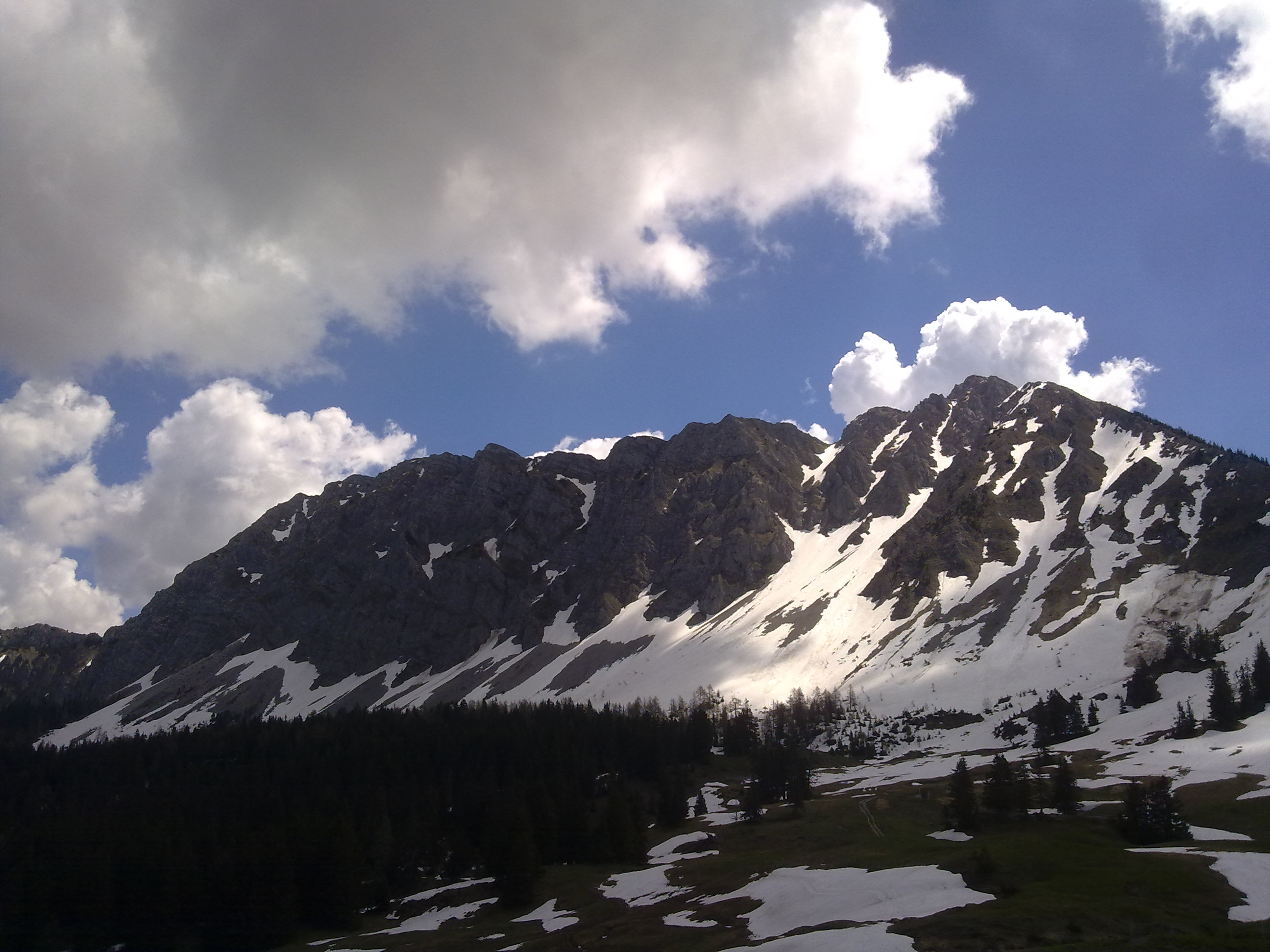

大萬山（Gros Van），是瑞士的山峰，位於該國西部，由沃州負責管轄，屬於瑞士阿爾卑斯山脈的一部分，海拔高度2,189米，每年平均降雨量1,395毫米。